# Abdón y Senén
Los santos Abdón y Senén (? - c. 254) son reconocidos santos por la Iglesia católica y la anglicana y cuya festividad es el 30 de julio. En diversos calendarios y martirologios antiguos aparecen como Abdon, Abdus, y Sennes, Sennis, Zennen. En algunas localidades se celebra el 20 de marzo o el primer domingo de mayo.
En Cataluña y la Comunidad Valenciana son considerados los patrones de los agricultores y son denominados también como Sant Nin y Sant Non o como "Los Santos de la piedra" por ser protectores ante el pedrisco.

## Leyenda
No se sabe nada sobre estos santos excepto sus nombres, que fueron mártires y que fueron enterrados un 30 de julio en el cementerio de Pontianus en el borde de la Via Portuensis. A causa de esta falta de conocimiento sobre ellos y la falta de pruebas de su existencia real, ya no están incluidos en el santoral católico, aunque se permite su culto en los lugares donde este es tradicional.
Sus crónicas, escritas en su mayoría antes del siglo IX y por el beato Santiago de la Vorágine en su Leyenda Áurea, los describen como ciudadanos persas y caballeros que, por ser cristianos, ejercían como enterradores.
El emperador Decio mandó apresarlos y encerrarlos con otros persas ya cautivos y entró con ellos a Roma con gran magnificencia. Después hizo que Claudio, pontífice del Capitolio, exhortase a Abdón y a Senén a que adorasen a sus ídolos, pero ellos le respondieron que solo reconocían a Jesucristo como Dios y que a él habían ofrecido su propio sacrificio. Los azotaron con plomadas y estando desnudos en el anfiteatro les soltaron tres feroces leones y cuatro osos, los cuales se lanzaron a sus pies. El juez Valeriano, atribuyendo este milagro a artes mágicas, ordenó que los mataran allí mismo, por lo que se les llevó ante una imagen del sol donde se los degolló.
Se dice que sus cuerpos fueron enterrados por orden de un subdiácono, Quirio, y trasladados durante el reinado de Constantino al cementerio de Pontianus, cerca de las puertas de Roma. Un fresco encontrado en el sarcófago que contiene sus restos los representa recibiendo coronas de manos de Cristo. Según Martigny, este fresco data del siglo VII.

## Reliquias
En Roma se veneran los restos en la basílica de San Marcos, cerca del Capitolio. Sin embargo, otros lugares reclaman la posesión de sus restos como la abadía de San Medardo en Soissons (desde el siglo VII), Florencia y Arles-sur-Tech (desde al menos desde finales del siglo IX), donde según una tradición local, el abad Arnulfo se los llevó a la abadía de Santa María de Arles desde Roma, hecho representado en el retablo de los santos Abdón y Senén de Jaume Huguet (1460). La llamada Santa Tumba fue motivo de peregrinaje durante la Edad Media.

## Galería

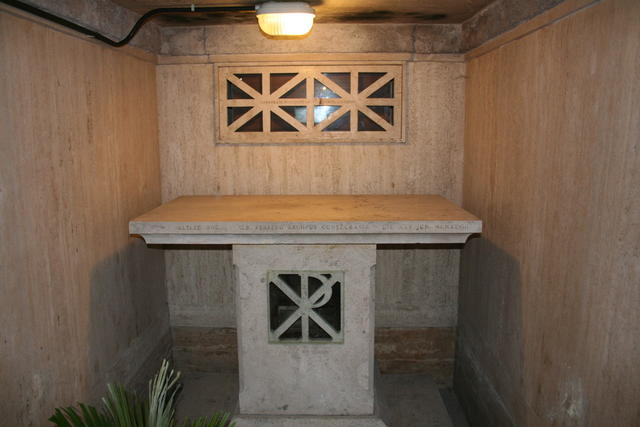
Cripta de los santos Abdón y Senén en San Marco in Campidoglio de Roma, con las reliquias de los santos en el altar.
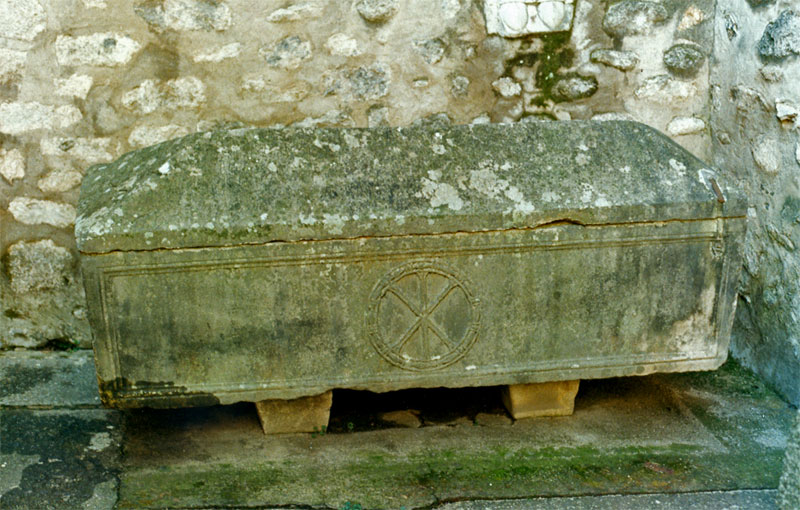
La Santa Tumba de Arles, donde mana agua cada 30 de julio.
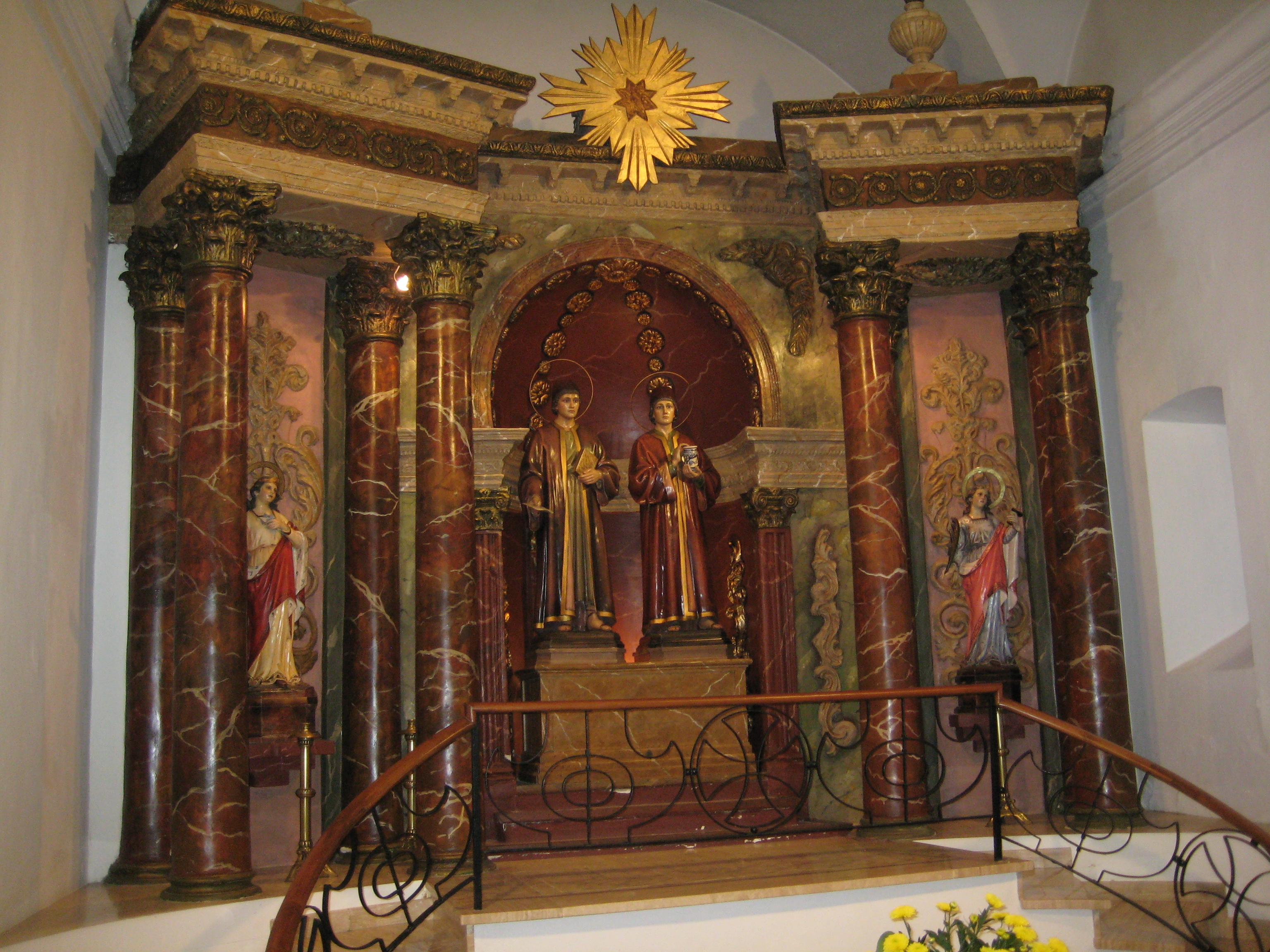
Retablo de los santos Abdón y Senén. el único que se salvó de la destrucción cuando la guerra civil. Sils (Gerona) 14/9/2013.